# 丹痧
丹痧也称烂喉痧、疫疹，西医称“猩红热”，属温病范畴，是一种急性呼吸道传染病。多见于2～8岁小孩，常发生于冬春季节。临床以发热、咽喉肿痛或伴腐烂，全身布有弥漫性猩红色皮疹为特征。

## 外部連結
- 猩紅熱 中藥方劑圖像數據庫 (香港浸會大學中醫藥學院) （中文）（英文）